# Pfarrkirche Weyer an der Enns

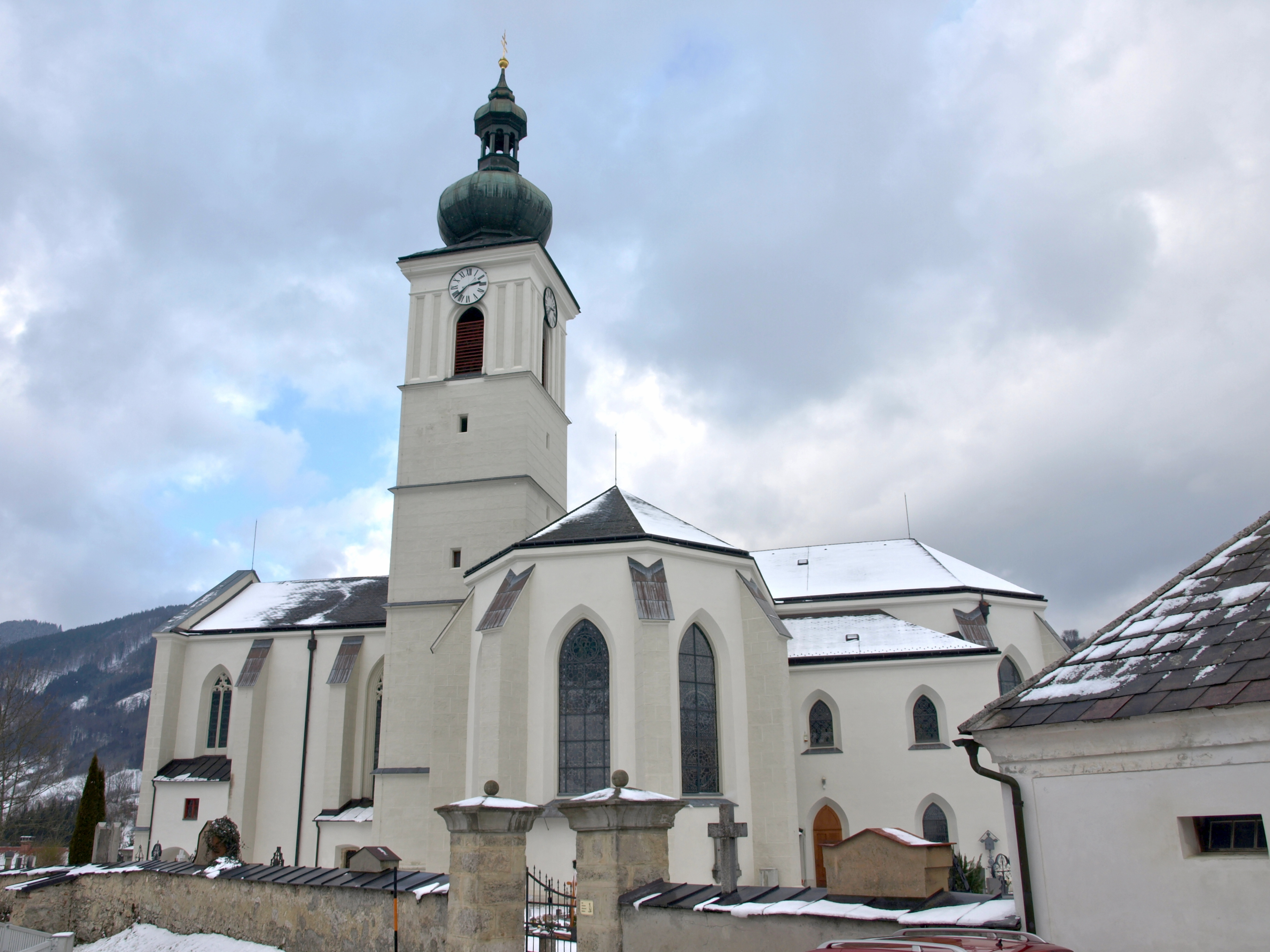
Pfarrkirche Weyer

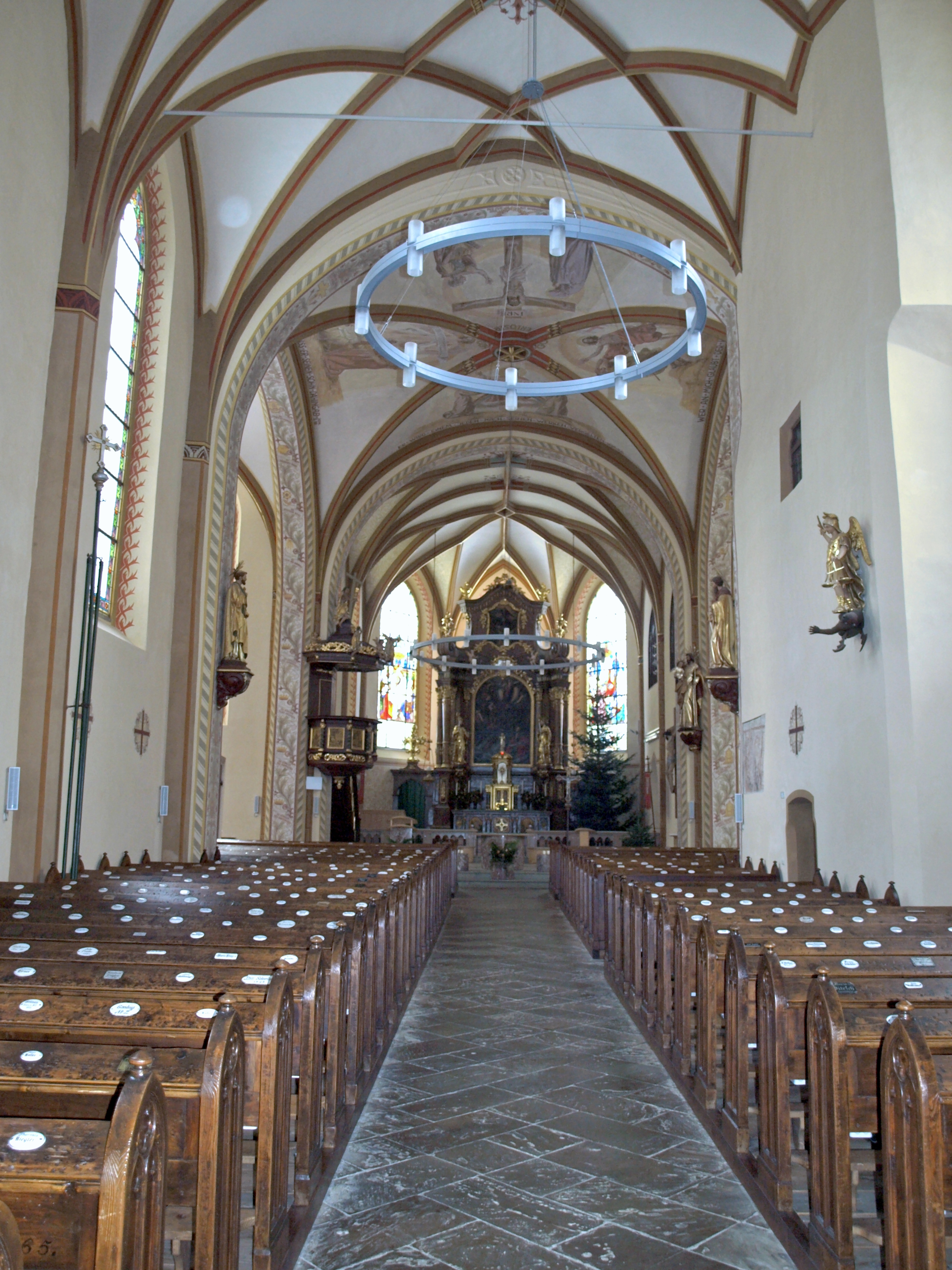
Innenansicht

Die römisch-katholische Pfarrkirche Weyer mit dem Patrozinium hl. Johannes  steht auf einer Anhöhe außerhalb des Marktzentrums der Gemeinde Weyer im Bezirk Steyr-Land in Oberösterreich. Seit dem 1. Jänner 2023 gehört Weyer als eine von 9 Pfarrteilgemeinden zur Pfarre Ennstal der Diözese Linz. Die Kirche steht unter Denkmalschutz (Listeneintrag).

## Geschichte
Die Pfarre Weyer an der Enns wurde im Rahmen der Weihe 1259 erstmals urkundlich erwähnt. Die gotische Kirche wurde 1443 erweitert und neu eingeweiht. 1848 bis 1852 wurde der Sakralbau im Rahmen einer umfassenden Restaurierung um das Querschiff und den Chor erweitert.
Bis zum 31. Dezember 2022 bildete die Pfarre Weyer zusammen mit den Pfarren Großraming, Gaflenz, Kleinreifling und Maria Neustift den Seelsorgeverband Weyer im Dekanat Weyer.

## Kirchenbau
Die Kirche besteht aus einem einschiffigen, vierjochigen, gotischen Langhaus mit Netzrippengewölbe. Das Querschiff ist auf beiden Seiten zwei Joch lang mit 3/8-Schlüssen. Der Südturm, der halb ins Langhaus eingestellt ist, stammt im unteren Bereich aus der Gotik. Die Turmkapelle ist kreuzgewölbt mit Stuck von 1745 ausgestattet. Der dreiachsige Chor ruht auf Kreuzrippen- und Sternrippengewölbe. In der Kirche sind gotische Fresken erhalten. Eines zeigt die „Verkündigung des Herrn“ und stammt aus dem ersten Viertel des 14. Jahrhunderts. Im Gewölbe des Langhauses befinden sich außerdem die Evangelistensymbole, die in der Mitte des 15. Jahrhunderts entstanden. Beide Fresken wurden 1949 freigelegt und zum Teil stark restauriert.

## Ausstattung
Der Hochaltar wurde in der Mitte des 18. Jahrhunderts geschaffen und bei einer Restaurierung 1849 verändert. Das Altarbild wurde Ende des 17. Jahrhunderts gemalt und stammt von einem Johann Karl von Reslfeld nahestehenden Künstler. Der Marienaltar im Stil des Rokoko stammt aus dem dritten Viertel des 18. Jahrhunderts. Auf dem Altar ist eine bemerkenswerte Muttergottesstatue aus dem zweiten Viertel des 17. Jahrhunderts. Sie könnte von Hans Spindler oder seinem Umfeld stammen. Die Kanzel wurde urkundlich 1711 vom Tischler Bartholomäo Riedelsberger aus Weyer gebaut. Im Langhaus sind einige barocke Statuen, zum Teil aus dem 17. Jahrhundert aufgestellt. In der Kirche sind weiters ein gotischer Taufstein, ein barockes Weihwasserbecken sowie mehrere gotische und barocke Grabsteine. Die 1912 von Matthäus Mauracher aus St. Florian erbaute Orgel mit zwei Manualen und 26 klingenden Registern steht nicht mehr in Verwendung und befindet sich in einem dringend restaurierungsbedürftigen Zustand. Die Glocke wurde 1711 gegossen.
2004 wurde die Ausstattung mit Werken des in Weyer lebenden Bildhauers Alois Lindenbauer erweitert. Nach dem Vorbild übereinander gelegter Blätter aus der Natur ziehen sich die halbkreisförmige Krümmung aus Ahornholz und Rotkalk als Leitmotiv der neuen Elemente. Altar, Ambo, Leuchter und Vasen, Teppich sind davon geprägt.
Der Künstler Siegfried Anzinger gestaltete zwei Glasfenster in der Pfarrkirche Weyer. Diese wurden am 6. Juli 2008 gesegnet.